# Тайші (Осака)
Та́йші (яп. 太子町, たいしちょう, МФА: [tai̯ɕi t͡ɕoː]?) — містечко в Японії, в повіті Мінамі-Кавачі префектури Осака.  Отримало статус містечка 1956 року. Площа становить 14,17 км². Станом на 1 липня 2012 року населення складало 14 128  осіб, густота населення — 997 осіб/км².   

## Демографія
Згідно з даними перепису населення Японії, населення Тайші збільшувалось до 2005 року, після чого почало скорочуватись. Станом на 1 жовтня 2020 року населення складало 13 009 осіб, з яких чоловіків — 6331 особа, жінок — 6678 осіб. Густота населення — 918,1 осіб/км².